# Kanton Alençon-2
Der Kanton Alençon-2  ist seit 1982 ein französischer Wahlkreis im Arrondissement Alençon im Département Orne in der Region Normandie; sein Hauptort ist Alençon. 
Der Kanton liegt im Mittel auf 135 Meter über dem Meeresspiegel, zwischen 127 m und 152 m. 

## Gemeinden
Der Kanton besteht aus zwei Gemeinden und Gemeindeteilen mit insgesamt 14.242 Einwohnern (Stand: 1. Januar 2022) auf einer Gesamtfläche von 10,85 km²:
| Gemeinde                 | Einwohner 1. Januar 2022 | Fläche km² | Dichte Einw./km² | Code INSEE | Postleitzahl |
| ------------------------ | ------------------------ | ---------- | ---------------- | ---------- | ------------ |
| Alençon                  | 10.594                   | 3,33       | 3.181            | 61001      | 61000        |
| Saint-Germain-du-Corbéis | 3.648                    | 7,52       | 485              | 61397      | 61000        |
| Kanton Alençon-2         | 14.242                   | 10,85      | 1.313            | 6103       | –            |

1. ↑   Nur der südwestliche Teil der Gemeinde, der Rest gehört zum Kanton Alençon-1.

Bis zur Neuordnung bestand der Kanton Alençon-2 aus einem Teil der Gemeinde Alençon.